# Cynoglossus monopus
Cynoglossus monopus es una especie de pez de la familia Cynoglossidae en el orden de los Pleuronectiformes.

## Distribución geográfica
Se encuentran en las  costas de India, Sri Lanka, Tailandia, Indonesia y Filipinas.